# 사이즈키 츠쿠시
사이즈키 츠쿠시(일본어: 彩月 つくし さいづき つくし[*], 8월 6일 - )는 일본의 배우이다. 전 다카라즈카 가극단 유키구미 소속 여역이다.
후쿠오카현 후쿠오카시, 시립 히라오 중학교 출신이다. 키 162cm, 혈액형 B형, 애칭은 "츠쿠시"이다.
소속사는 바닐라이다.

## 약력
2009년, 다카라즈카 음악학교에 입학하였다.
2011년, 다카라즈카 가극단 97기생으로 입단. 입단 당시 성적은 7등. 호시구미 공연 「노바 보사 노바／만남은 다시 한번」으로 초무대를 했다.
2012년, 구미마와리를 거쳐 유키구미에 배속되었다.
2016년 8월 15일, 「로마의 휴일」 (중일극장/아카사카ACT시어터/우메다예술극장 공연) 천추락을 기해, 다카라즈카 가극단을 퇴단하였다.

## 인물
친어머니가 다카라즈카 OG인 츠쿠시노 아야 (69기생)이다.

## 퇴단 후 주요 활동

### 무대
- 2018년 1 - 2월, 『マタ・ハリ』 (우메다예술극장・도쿄국제포럼)
- 2018년 11 - 12월, 『TOP HAT』 (토큐시어터오브・우메다예술극장) - 스프레드
- 2019년 6 - 8월, 『엘리자베트』 (제국극장)